# 琉球石灰岩

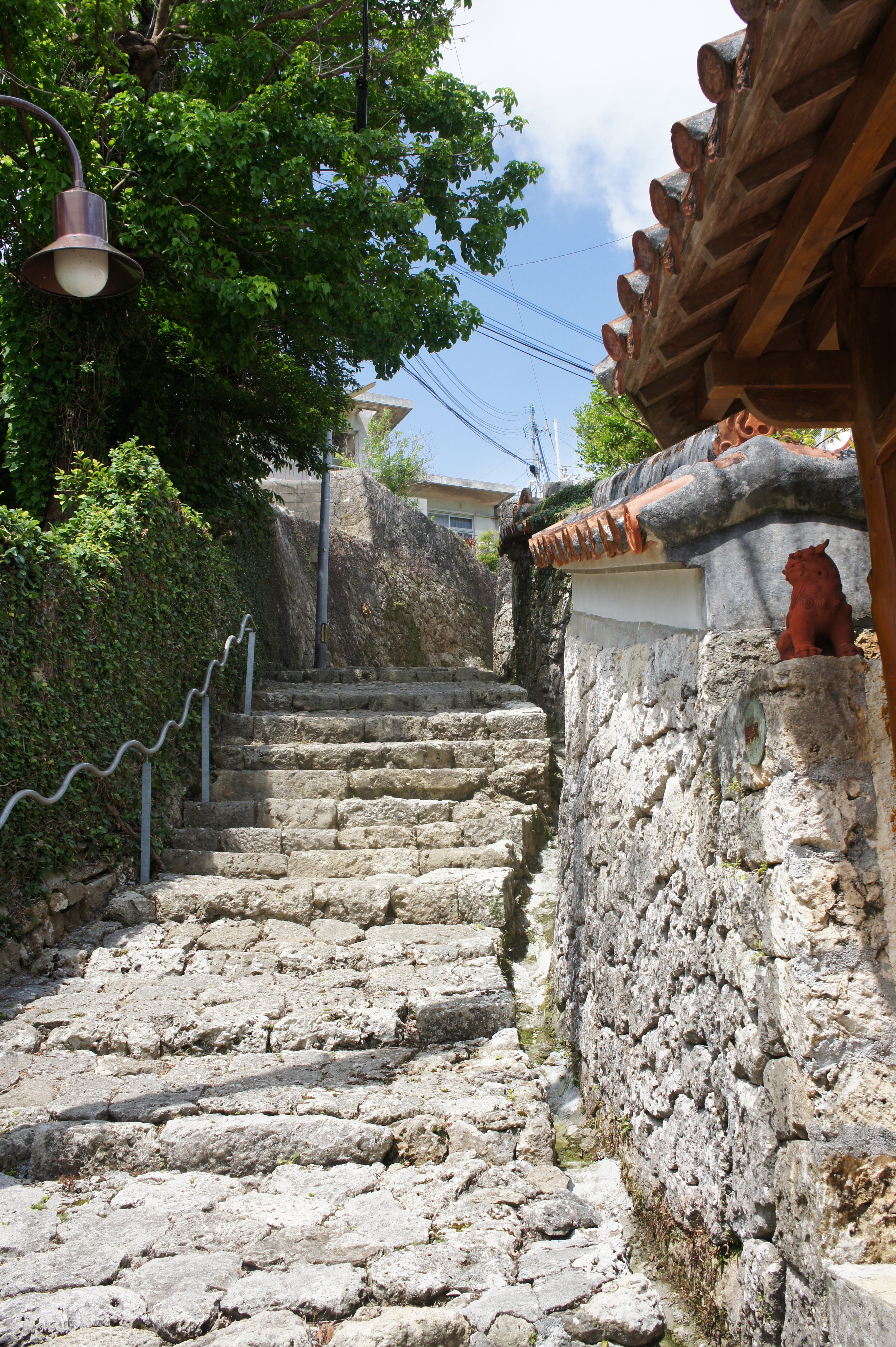
首里金城町石畳道。琉球石灰岩の石畳の道

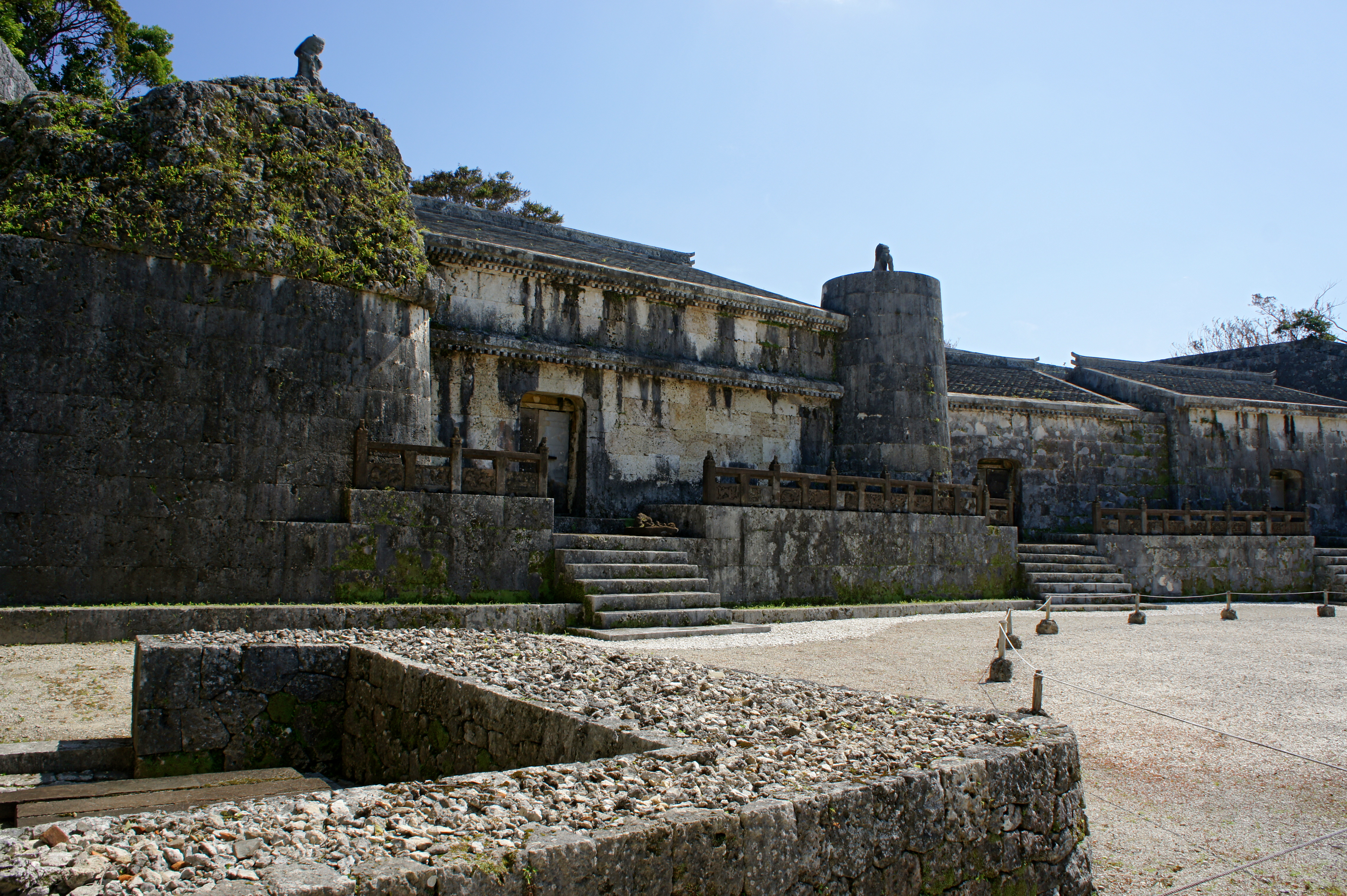
国宝玉陵。美しく整形された琉球石灰岩で作られた

琉球石灰岩（りゅうきゅうせっかいがん）は、南西諸島に広く分布する石灰岩の地層。更新世にサンゴ礁のはたらきで形成された。1925年（大正14年）に矢部長克と半沢正四郎によって命名された。

## 分布
南西諸島中部から南部にかけて広く分布しており、特に沖縄県においては土地の約30パーセントを占めている。最大の厚さは150メートルにもなる。
琉球石灰岩が露出する地域
鹿児島県
宝島（分布の北限）、喜界島、沖永良部島、与論島
沖縄県
伊江島、瀬底島、古宇利島、津堅島、粟国島、沖縄島中南部
北大東島、南大東島
宮古島、伊良部島、多良間島、水納島
石垣島南部、竹富島、黒島、波照間島
サンゴ礁は浅い海で形成されるため琉球石灰岩地層が存在する場所は形成時に海水面付近であったことを示しており、南西諸島で起きた地殻変動の影響を知るための指標の一つになっている。例えば沖縄島と久米島の間にある慶良間諸島付近では海面下80メートル付近に琉球石灰岩の地層があり、この付近で沈降が起きたことを示している。

## 地形
南西諸島の基盤地層である島尻層泥岩の上に乗り上げる形で台地を形成し、その周囲は急斜面となっている。玉泉洞をはじめとして数百ヶ所の鍾乳洞が分布する。一般的な石灰岩地層ではドリーネと呼ばれる窪地が多く見られるのに対して、琉球石灰岩の地層では堤防状の丘が多く見られる特徴がある。これは断層などによって石灰岩が空気中に露出すると再結晶化によって硬くなり侵食されにくくなるためである。

## 性質・利用
多くの気孔を含んでおり大量の地下水を浸透させる性質がある。水を通しにくい島尻層泥岩との境界付近には多くの湧水が見られる。宮古島ではこの性質を利用して福里ダムなどの地下ダムが建設されている。
琉球石灰岩は、沖縄県では古くから建材として用いられ、道の石畳や家々を取り囲む石垣などを作るのに使われてきたほか、首里城などのグスクや玉陵などの陵墓もこの石で作られている。現在も石垣や亀甲墓などの建材として、また道路舗装用のアスファルトに混ぜる骨材として用いられている。また琉球石灰岩を用いた石畳や道路は、雨で水に濡れると非常に滑りやすくなる。

## 種類
石灰岩の種類は形成される海域の水深によって異なる。南西諸島の地盤は隆起と沈降を繰り返しており、さらに海水準変動の影響が加わっているため地域やつくられた時代によって様々な種類の石灰岩を見ることができる。
サンゴ石灰岩
造礁サンゴの化石を多く含む石灰岩。
石灰藻球石灰岩
石灰藻球を多く含む石灰岩。
サイクロペリウス石灰岩
サイクロペリウスやオパキュリナなど大型の有孔虫を多く含む石灰岩。
砕屑石灰岩
有孔虫、サンゴ、藻類、コケムシなどの破片を多く含む石灰岩。
多くの種類の石灰岩をみることができる。